# Seabeck
Seabeck – jednostka osadnicza w Stanach Zjednoczonych, w stanie Waszyngton, w hrabstwie Kitsap.